# 父母必读
《父母必读》创刊于1980年，是中国大陆社会科学类月刊，编辑部位于北京市。
《父母必读》在2018年被中华人民共和国国家新闻出版广电总局新闻报刊司评为2017年全国“百强报刊”。